# Operace Exporter
Operace Exporter byla vojenskou operací druhé světové války. Vedli ji Spojenci proti jednotkám Vichistické Francie v oblasti Levanty. Příčinou byla obava ze zdejší přítomnosti a vlivu Němců, zejména že by zdejší letiště mohla posloužit pro mezipřistání letadel Luftwaffe tak jako při nedávném povstání v Iráku. Operace se účastnil i Československý pěší prapor 11 – Východní. Boje skončily uzavřením příměří a odchodem vichistů, z nichž se část (přibližně jedna sedmina) přidala ke svobodným Francouzům.